# Cytisus podolicus
Cytisus podolicus är en ärtväxtart som beskrevs av Blocki. Cytisus podolicus ingår i släktet kvastginster, och familjen ärtväxter. Inga underarter finns listade i Catalogue of Life.